# Ungleichung von Hadwiger-Finsler
Die Ungleichung von Hadwiger-Finsler (nach Hugo Hadwiger und Paul Finsler) ist eine elementargeometrische Aussage über Dreiecke. Sie besagt, dass für jedes Dreieck mit Seiten a, b und c und Fläche F die folgende Ungleichung gilt:
{\displaystyle a^{2}+b^{2}+c^{2}\geq (a-b)^{2}+(b-c)^{2}+(c-a)^{2}+4{\sqrt {3}}F}
Die Ungleichung von Weitzenböck ergibt sich hieraus sofort als Korollar.